# Крістіан Тіфферт
Крістіан Тіфферт (нім. Christian Tiffert, нар. 18 лютого 1982, Галле) — німецький футболіст, півзахисник клубу «Ерцгебірге Ауе».
Виступав, зокрема, за клуб «Штутгарт», а також молодіжну збірну Німеччини.

## Клубна кар'єра
Народився 18 лютого 1982 року в місті Галле. Вихованець юнацьких команд футбольних клубів «Галлешер» та «Теніс Боруссія».
У дорослому футболі дебютував 1999 року виступами за команду клубу «Теніс Боруссія», в якій провів один сезон, взявши участь лише у 8 матчах чемпіонату.
Своєю грою за цю команду привернув увагу представників тренерського штабу клубу «Штутгарт», до складу якого приєднався 2000 року. Відіграв за штутгартський клуб наступні шість сезонів своєї ігрової кар'єри. Більшість часу, проведеного у складі «Штутгарта», був основним гравцем команди.
Згодом з 2006 по 2014 рік грав у складі команд клубів «Ред Булл», «Дуйсбург», «Кайзерслаутерн», «Сіетл Саундерз» та «Бохум».
До складу клубу «Ерцгебірге Ауе» приєднався 2015 року. Відтоді встиг відіграти за команду з Ауе 6 матчів в національному чемпіонаті.

## Виступи за збірні
У 2001 році залучався до складу молодіжної збірної Німеччини. На молодіжному рівні зіграв у 28 офіційних матчах, забив 2 голи.